# Ana Tiemi
Ana Tiemi Takagui (Nova Mutum, 26 de outubro de 1987), conhecida simplesmente por Ana Tiemi, é uma jogadora de voleibol brasileira que atua como levantadora. Ganhou medalha de prata nos Jogos Pan-Americanos de 2015, em Toronto.

## Biografia e carreira
Nascida em Nobres, no Mato Grosso, ainda criança a família se mudou para a comunidade São Manoel, município de Nova Mutum, onde Ana aprendeu a jogar vôlei. Já aos sete anos de idade se apaixonou pelo esporte, assistindo a mãe jogar com as amigas. Aos 13 anos de idade, foi morar e jogar em Cuiabá, a mais de 200 km da cidade onde morava, defendendo o time Afirmativo. Aos 14 anos, se mudou para Belo Horizonte, Minas Gerais, para jogar pelo MRV/Minas Tênis Clube.
No campeonato Sul-Americano juvenil de 2002, na Venezuela, foi campeã e considerada a melhor levantadora. Em 2003, conseguiu o terceiro lugar no mundial na Polônia. No mesmo ano, mesmo sendo uma atleta juvenil, participou do time adulto do Sesi de Uberlândia na Super Liga Nacional Adulta. Em 2004, ainda pelo MRV/Minas, conquistou a vitória na Superliga Feminina de vôlei.
Em julho de 2005, foi a capitã no Mundial na Turquia. No jogo contra os Estados Unidos, Ana definiu o último ponto, marcando 3 sets a 0. Em 2008, participou dos Jogos Olímpicos de Verão de 2008, em Pequim, defendendo a  seleção brasileira após a aposentadoria de Fofão. Em 2009, foi titular da seleção, lugar que disputou com Dani Lins. Nesse ano, ganhou o Grand Prix e foi medalha de prata na Copa dos Campeões.
Defendeu a equipe do Minas Tênis Clube durante 5 anos, em seguida foi contratada pela equipe de Osasco, onde atuou por 4 anos. Em 2008, atuava no Finasa.
Em 2011, foi contratada para defender a equipe do Vôlei Futuro, de Araçatuba, na Superliga 2011/2012. No ano seguinte, a atleta se transferiu para o voleibol turco, defendendo a equipe Bursa Büyükşehir durante 2 anos. 
Em 2015, voltou para o Brasil, e passou a defender o Vôlei Bauru. Nos Jogos Pan-Americanos de 2015, em Toronto, no Canadá, participou da seleção e ganhou a medalha de prata.
Na Hungria, defendeu o time Vasas Obuda, de Budapeste, na temporada 2019/2020. Depois, passou ao clube SC Potsdam, de Brandemburgo, na Alemanha. Em 2023, se mudou do time Moldovi, da Itália, para atuar no time Panionios, da Grécia.
Ana Tiemi também já jogou na Romênia e França. Tem como influência a também levantadora Fernanda Venturini.

## Vida pessoal
Ana Tiemi têm ascendência japonesa por parte do pai, que é paulista filho de japoneses, e italiana por parte da mãe, nascida em Santa Catarina. Seu irmão também é ligado ao esporte, tendo atuado como secretário Municipal de Esporte e Lazer.